# Horst Gründer
Horst Gründer (* 7. Februar 1939 in Teplitz-Schönau) ist ein deutscher Historiker und war von 1984 bis 2004 Professor für Neuere und Neueste sowie Außereuropäische Geschichte an der Westfälischen Wilhelms-Universität Münster. Sein Schwerpunkt ist die deutsche Kolonialgeschichte.

## Leben und Werk
Nach dem Studium der Germanistik, Geschichte, Pädagogik, Psychologie und Philosophie in Würzburg und Münster folgten das 1. und 2. Staatsexamen in Detmold und Bielefeld sowie 1973 die Promotion zum Dr. phil. mit einer Dissertation über Walter Simons. 1981 wurde er in Münster habilitiert bei Heinz Gollwitzer mit der Schrift Christliche Mission und deutscher Imperialismus. Eine politische Geschichte ihrer Beziehungen während der deutschen Kolonialzeit (1884–1914) unter besonderer Berücksichtigung Afrikas und Chinas. Seit 1984 war er an der Universität Münster zunächst außerplanmäßiger Professor, anschließend hatte er dort eine Professur für Außereuropäische Geschichte inne.
Gründers Interessen gelten besonders der vergleichenden europäischen Kolonial- und Überseegeschichte, vor allem dem Verhältnis von Mission und Kolonialismus, der deutschen Kolonialgeschichte und dem Verhältnis von Staat und Kirche. Sein Werk Geschichte der deutschen Kolonien ist das Standardwerk zum Thema. Er war wissenschaftlicher Berater der jeweils dreiteiligen ZDF-Fernsehdokumentationen Deutsche Kolonien (2005) und Das Weltreich der Deutschen (2010). Er hat auch eine Quellensammlung für den Schulgebrauch zum Imperialismus erstellt.
Gründer ist Ehrenmitglied und Beirat der Gesellschaft für Überseegeschichte e. V. (GÜSG), jetzt: Gesellschaft für Globalgeschichte.
1974 wurde er mit dem Wolf-Erich-Kellner-Preis ausgezeichnet.

## Schriften (Auswahl)
- Walter Simons, die Ökumene und der Evangelisch-Soziale Kongress. Ein Beitrag zur Geschichte des politischen Protestantismus im 20. Jahrhundert (= Ökumenische Schriften des Archivs der Evangelischen Kirche in Deutschland. Band 8, ZDB-ID 519618-8). Mocker & Jahn, Soest 1974.
- Christliche Mission und deutscher Imperialismus. Eine politische Geschichte ihrer Beziehungen während der deutschen Kolonialzeit (1884–1914) unter besonderer Berücksichtigung Afrikas und Chinas. Ferdinand Schöningh, Paderborn 1982, ISBN 3-506-77464-6 (Zugleich: Münster, Universität, Habilitations-Schrift, 1980/1981).
- Geschichte der deutschen Kolonien (= UTB, 1332). Schöningh, Paderborn u. a. 1985, ISBN 3-506-99369-0 (8., überarbeitete und erweiterte Auflage. ebenda 2023, ISBN 978-3-8252-3639-7).
- Welteroberung und Christentum. Ein Handbuch zur Geschichte der Neuzeit. Gütersloher Verlags-Haus Mohn, Gütersloh 1992, ISBN 3-579-00136-1.
- Eine Geschichte der europäischen Expansion. Von Entdeckern und Eroberern zum Kolonialismus. Theiss, Stuttgart 2003, ISBN 3-8062-1757-2.
- Christliche Heilsbotschaft und weltliche Macht. Studien zum Verhältnis von Mission und Kolonialismus. Gesammelte Aufsätze (= Europa – Übersee. Historische Studien. Band 14). Hrsg. von Franz-Joseph Post, Thomas Küster, Clemens Sorgenfrey. Lit, Münster 2004, ISBN 3-8258-7366-8 (Auszüge bei googlebooks).
- als Hrsg.: „... da und dort ein junges Deutschland gründen“. Rassismus, Kolonien und kolonialer Gedanke vom 16. bis zum 20. Jahrhundert (= dtv, 30713). Deutscher Taschenbuch-Verlag, München 1999, ISBN 3-423-30713-7 (Original-Ausgabe, 3. Auflage, ebenda 2006).
- mit Gisela Graichen: Deutsche Kolonien. Traum und Trauma. Ullstein, Berlin 2005, ISBN 3-550-07637-1 (Ungekürzte Ausgabe (= Ullstein, 36940). ebenda 2007, ISBN 978-3-548-36940-2).
- mit Hermann Joseph Hiery (Hrsg.): Die Deutschen und ihre Kolonien. Ein Überblick. bebra Verlag, Berlin 3. Auflage 2022, ISBN 978-389809137-4.
- China-Europa-Deutschland. Eine wechselvolle Begegnung von der Antike bis zur Gegenwart, Cuvillier, Göttingen 2018, ISBN 978-3736998568.
- Zwischen Münster und Papua-Neuguinea. Essays zur Lokal-, National- und Globalgeschichte, agenda-Verlag, Münster 2023, ISBN 978-3896887634.